# Wilhelm Wartmann

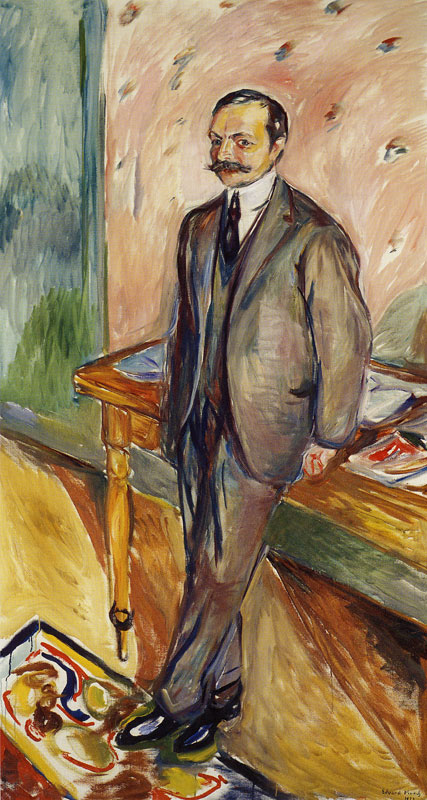
Edvard Munch:
Bildnis Wilhelm Wartmann

Jakob Wilhelm Wartmann (* 20. Juli 1882 in St. Gallen; † 28. Juli 1970 in Zürich) war ein Schweizer Kunsthistoriker. Er leitete von 1909 bis 1949 das Kunsthaus Zürich.

## Leben
Wilhelm Wartmann kam 1882 als Sohn des Historikers Hermann Wartmann (1835–1929) und seiner Frau Louise, geborene Hochreutiner, zur Welt. Er wuchs in St. Gallen auf und besuchte dort das Gymnasium der Kantonsschule am Burggraben. Danach studierte er ab 1902 Klassische Philologie und Geschichte an der Universität Zürich. Anschliessend setzte er seine Studien an der Universität von Paris fort und promovierte mit der Arbeit Les vitraux suisses au Musée du Louvre über die im Louvre befindliche Schweizer Glasmalerei.

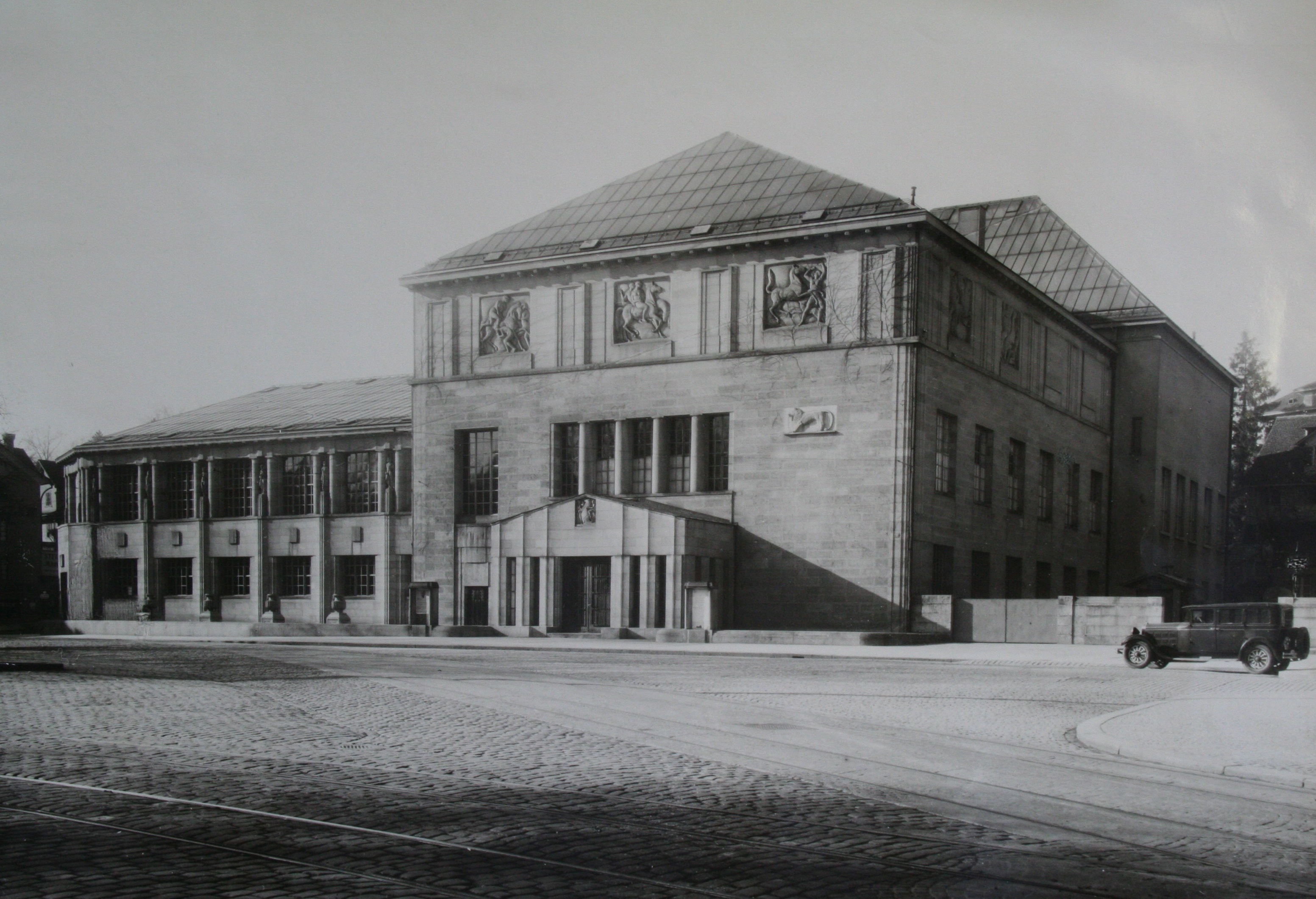
Kunsthaus Zürich, Moserbau, ca. 1930, links Moserbau 2, rechts Moserbau 1, hinten Moserbau 3

Wartmann kam 1909 ans Kunsthaus Zürich, dessen Gebäude nach einem Entwurf des Architekten Karl Moser im Folgejahr eröffnet wurde. Er leitete das Haus zunächst als Erster Sekretär der Zürcher Kunstgesellschaft, ab 1925 war er Direktor des Museums. „Der junge Konservator musste zunächst durchsetzen, dass nicht nur Schweizer Künstler erworben und ausgestellt wurden.“  Wartmann konzentrierte sich zunächst auf Schweizer Kunst und erwarb neben zeitgenössischen Arbeiten Werke spätgotischer Malerei und Gemälde von Johann Heinrich Füssli.

Plakat zur Ausstellung von Ferdinand Holder im Kunsthaus Zürich, 1917

Zu den bedeutenden Ausstellungen der ersten Dekade gehörte 1917 die grosse Werkschau mit Bildern von Ferdinand Hodler. Im selben Jahr gehörte Wartmann zu den Mitbegründern der Vereinigung Zürcher Kunstfreunde, die bis heute das Kunsthaus bei Erwerbungen unterstützt. 1920 kam als Vermächtnis die Sammlung von Hans Schuler ins Kunsthaus. Mit Gemälden von Pierre-Auguste Renoir, Paul Cézanne, Vincent van Gogh und Pierre Bonnard konnten so erstmals Werke des französischen Impressionismus und Spätimpressionismus gezeigt werden. Wartmann organisierte 1922 eine Ausstellung mit Bildern des Norwegers Edvard Munch. In der Folgezeit entstand im Kunsthaus die grösste Munch-Sammlung ausserhalb Skandinaviens, wozu auch Munchs Bildnis Dr. Wilhelm Wartmann gehört. Neben Arbeiten von Munch erwarb Wartmann auch Gemälde von anderen Malern des Expressionismus. So konnte er bedeutende Werkgruppen von Künstlern wie Lovis Corinth, Oskar Kokoschka und Ferdinand Hodler zusammentragen.
In Wartmanns Amtszeit fiel 1925 die Eröffnung des Erweiterungsbaus nach Plänen von Karl Moser, mit der das Kunsthaus über erheblich grössere Ausstellungsfläche verfügte. Er setzte sich in besondere Weise für das Werk von Félix Vallotton ein, dem er 1928 und 1938 Ausstellungen widmete. Auch gelang es ihm, mehrere Werke des Künstlers anzukaufen. 1929 zeigte er aktuelle künstlerische Strömungen des Surrealismus in der Ausstellung Abstrakte und surrealistische Malerei und Plastik. Wartmann widmete Pablo Picasso 1932 die erste umfassende Retrospektive ausserhalb von Frankreich. Es folgten 1933 Schauen zum Werk von Fernand Léger und Juan Gris. Von 1939 bis 1944 war Wartmann Mitglied der Eidgenössischen Kunstkommission. Noch kurz vor Ende seiner Amtszeit gelang ihm 1949 die Eingliederung der Kunstsammlung von Leopold Ružička ins Kunsthaus Zürich, mit der die Sammlung um niederländische Werke des 17. Jahrhunderts ergänzt wurde. Zu seinen Schriften gehören zahlreiche kunstgeschichtliche Aufsätze, die er meist in der von ihm redigierten Monatsschrift Das Kunsthaus veröffentlichte. 1950 übernahm René Wehrli, der bereits seit 1943 sein Assistent gewesen war, als sein Nachfolger das Direktorenamt.
Wartmann war mit Anna Hedwig Ruch (1900–1980) verheiratet und hatte zwei Töchter. Er starb 1970 in Zürich.

## Schriften (Auswahl)
- Hodler in Zürich. Neujahrsblatt Zürcher Kunstgesellschaft, Verlag Beer, Zürich 1919.
- Ausstellung Edvard Munch im Zürcher Kunsthaus Zürcher. Zürcher Kunstgesellschaft, Verlag Kunsthaus Zürich 1922.
- Richard Kisling. Ein Kunstfreund 1862–1917. Zürcher Kunstgesellschaft, Verlag Kunsthaus Zürich 1923.
- Ausstellung Lovis Corinth. Zürcher Kunstgesellschaft, Verlag Kunsthaus Zürich 1924.
- Vincent van Gogh. Zürcher Kunstgesellschaft, Verlag Kunsthaus Zürich 1924.
- Pablo Picasso. Zürcher Kunstgesellschaft, Verlag Kunsthaus Zürich 1932
- Albert Kollmann, ein Freund von Edvard Munch. In: Das Werk: Architektur und Kunst = L'oeuvre: architecture et art, Band 31, Heft 5, 1944, S. 138–144. Abgerufen in E-Periodica der ETH Zürich.
- mit René Wehrli: Oskar Kokoschka. Zürcher Kunstgesellschaft, Verlag Kunsthaus Zürich 1947.